# Inondations de 2022 en Jordanie
 (août 2023).
Les inondations de 2022 en Jordanie sont des inondations entraînant des évacuations massives, qui se sont déroulées en Jordanie, à Pétra.

## Description
Le 27 décembre 2022, des crues soudaines frappent la ville antique de Pétra en Jordanie. 1 700 touristes sont évacués du site historique dans l'urgence. Cela serait dû aux précipitations historiques qui ont frappé la région.

## Inondations précédentes
En 2018, 20 personnes sont tuées par des inondations, et en 1963, 23 touristes français sont emportés par les eaux de crue.